# سال‌شمار اوانس اوهانیانس
پ

در زیر اعم رویدادهای مهم زندگانی اوانس اوهانیانس کارگردان فیلم، بازیگر، فیلمنامه‌نویس و تدوینگر اهل ارمنستان-ایران آورده شده است:
| سال خورشیدی  | سال میلادی   | رویداد                                                                                             |
| ------------ | ------------ | -------------------------------------------------------------------------------------------------- |
| ۱۲۷۹ یا ۱۲۸۰ | ۱۹۰۹ یا ۱۹۱۰ | تولد در عشق آباد ترکمنستان یا مشهد                                                                 |
| ۱۳۰۸         | ۱۹۲۹         | مهاجرت از ارمنستان شوروی به ایران به همراه دخترش زما                                               |
| ۱۳۰۹         | ۱۹۳۰         | تأسیس مدرسهٔ آرتیستی سینما به نام «پرورشگاه آرتیستی سینما» در تهران                                 |
| ۱۳۰۹         | ۱۹۳۰         | کارگردانی اولین فیلم تاریخ سینمای ایران با نام آبی و رابی                                          |
| ۱۳۱۱         | ۱۹۳۲         | تأسیس استودیو پرس فیلم                                                                             |
| ۱۳۱۲         | ۱۹۳۳         | کارگردانی فیلم حاجی آقا آکتور سینما                                                                |
| ۱۳۱۴         | ۱۹۳۵         | فعالیت در تئاتر                                                                                    |
| ۱۳۱۸         | ۱۹۳۹         | سفر به هند به منظور تأسیس یک مدرسهٔ سینمایی در کلکته                                                |
| ۱۳۱۹         | ۱۹۴۰         | دستگاهی به نام اوهان سیستم ساخت که امکان سنکرونیزه کردن فیلم و صدا را در داخل استودیو فراهم می‌کرد. |
| ۱۳۲۶         | ۱۹۴۷         | بازگشت به ایران                                                                                    |
| ۱۳۴۰         | ۱۹۶۱         | درگذشت در سن ۶۱ سالگی در تهران در گمنامی                                                           |